# Weinbau in Ungarn

Die Weinbauregionen in Ungarn:
1 Sopron (Soproni borvidék)
2 Nagy-Somló (Nagy-Somlói borvidék)
3 Zala (Zalai borvidék)
4 Balatonfelvidék (Balatonfelvidéki borvidék)
5 Badacsony (Badacsonyi borvidék)
6 Balatonfüred-Csopak (Balatonfüred-Csopaki borvidék)
7 Balatonboglár (Balatonboglári borvidék)
8 Pannonhalma (Pannonhalmai borvidék)
9 Mór (Móri borvidék)
10 Etyek-Buda (Etyek-Budai borvidék)
11 Ászár-Neszmély (Ászár-Neszmélyi borvidék)
12 Tolna (Tolnai borvidék)
13 Szekszárd (Szekszárdi borvidék)
14 Pécs (Pécsi borvidék (Mecsekalja))
15 Villány (Villányi borvidék)
16 Hajós-Baja (Hajós-Bajai borvidék)
17 Kunság (Kunsági borvidék)
18 Csongrád (Csongrádi borvidék)
19 Mátra (Mátrai borvidék)
20 Eger (Egri borvidék)
21 Bükk (Bükki borvidék)
22 Tokaj-Hegyalja (Tokaj-Hegyaljai borvidék)

Der Weinbau in Ungarn wird bereits seit der Antike betrieben, als große Teile des später von Magyaren besiedelten Ungarns (z. B. im bereits von den Römern gegründeten Szombathely) Bestandteil des römischen Reiches waren. Im Mittelalter waren Weine aus Ödenburg (Sopron) und Eger bekannt und beliebt.
Auch unter der türkischen Besatzung, als der Ostteil Ungarns türkisch war, wurde dort weiter Weinbau betrieben, da der Sultan von Konstantinopel diese Einnahmequelle nicht verlieren wollte.
Während der kommunistischen Herrschaft litt der ungarische Weinbau, da weniger auf Qualität geachtet, als vielmehr große Mengen – vor allem für die UdSSR – produziert wurden. Individueller Weinbau einzelner Winzer zu kommerziellen Zwecken war stark eingeschränkt. Die staatlichen Weingüter dominierten das Angebot. Dennoch gelang es auch in dieser Zeit einige große Weine wie den Tokajer zu keltern.
Weine aus Ungarn bieten ein gutes Preis-Leistungs-Verhältnis. Bereits für wenig Geld sind anständige Rotweine erhältlich, die einen Vergleich mit Massenbordeaux nicht scheuen müssen. Einfache Qualitätsweine werden sogar für deutlich weniger gehandelt.
Seit 1990 hat der ungarische Weinbau erneut Vielfalt und hohe Qualität entwickelt. Es gibt mittlerweile wieder eine hohe Anzahl von Privatkellereien jeder Art und Größe, viele sind auch überregional und international bekannt. Neben klassischen ungarischen Rebsorten werden auch für Ungarn bisher atypische zur Weinherstellung verwendet. Vielfach wird noch traditionell gearbeitet (z. B. Rotwein Maischegärung im offenen Betonbehälter).
Obwohl Ungarn viel Weißwein produziert, haben sich in vielen Regionen Weingüter etabliert, die gehaltvolle rote Weine sowohl in gehobener als auch in Spitzenqualität mit bis zu 14,5 Volumenprozent produzieren. Inzwischen hat der Weinbau auch eine hohe Bedeutung für den Tourismus, vor allem entlang der Weinstraße Villány-Siklós mit ihren renommierten Spitzenweingütern. Angesichts der hohen erzielbaren Preise für Villány-Weine werden hier inzwischen von einigen Winzern auch ökologische Anbaumethoden eingesetzt.
In Ungarn selbst wird in allen Gesellschaftsschichten viel Wein getrunken.
Die besten Jahrgänge der letzten Jahre waren 2000 und 2003, aber auch 2006 und 2007 haben ausgezeichnete Weine hervorgebracht.

## Klima

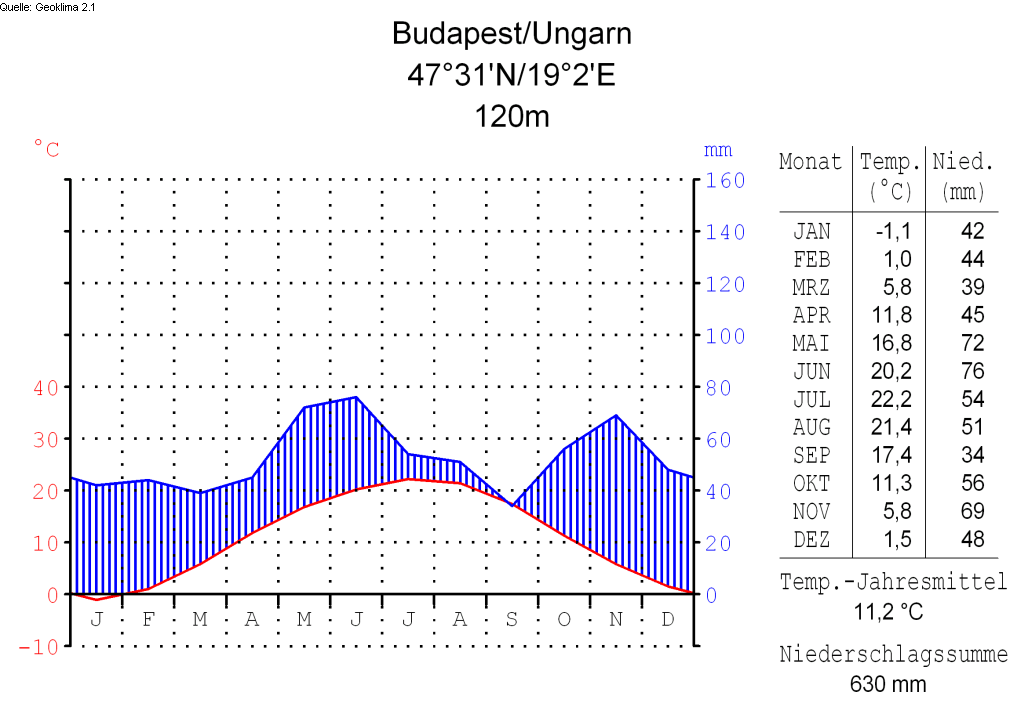
Klimadiagramm Budapest

Wegen der Binnenlage und der abschirmenden Wirkung der Gebirge hat Ungarn ein relativ trockenes Kontinentalklima mit kalten Wintern und warmen Sommern. Die mittleren Temperaturen liegen im Januar zwischen −3 °C und −1 °C sowie im Juli zwischen +21 °C und +23 °C. Im Frühsommer sind die ergiebigsten Niederschläge zu verzeichnen. Die mittlere Niederschlagsmenge beträgt im Westen auf Grund der vorherrschenden, Regen bringenden Westwinde rund 800 Millimeter, während in den östlichen Landesteilen in trockenen Jahren 500 Millimeter unterschritten werden können. Die Niederschlagsmenge nimmt generell von Westen nach Osten ab. Das Klima bietet gute Voraussetzungen zum Anbau aromatischer weißer Rebsorten. Andererseits reifen rote Rebsorten wie Cabernet Sauvignon noch voll aus.

## Weinbaugebiete

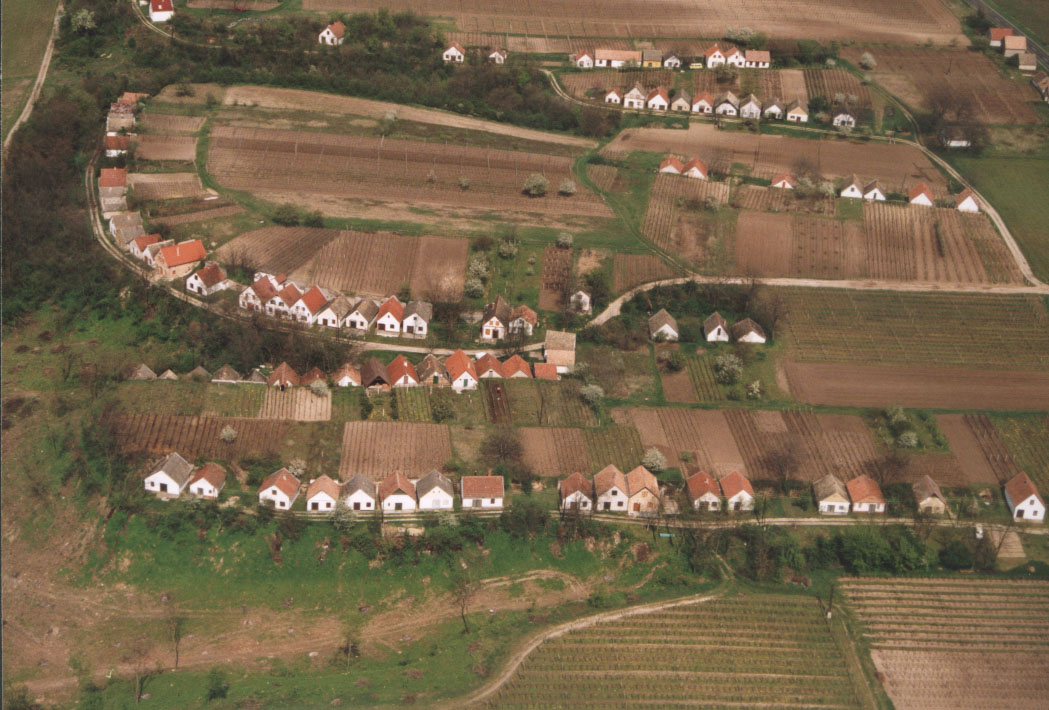
Hajós-Weinkeller

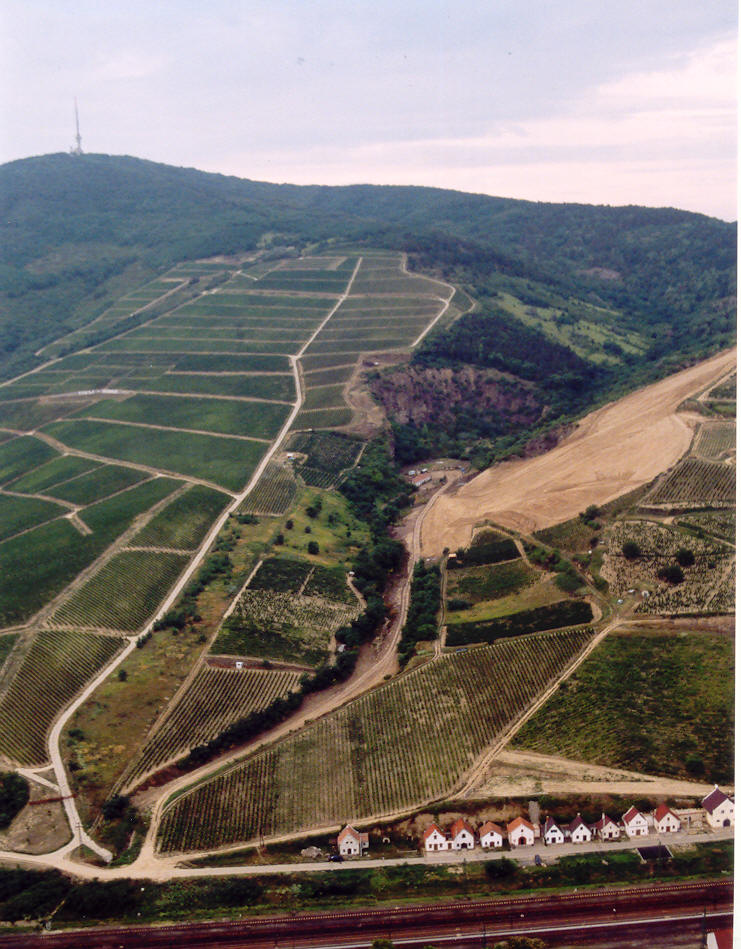
Landschaftsbild aus der Region Tokaj-Hegyalja

Lange zeit waren die offiziellen Statistiken zu bestockten Rebflächen sehr ungenau. Vom 31. Mai bis zum 15. November 2001 wurde gemäß der EU-Richtlinie 357/79 eine komplette Erhebung durchgeführt. Im Jahr 2001 kamen zu 91.421 Hektar gewerblicher Rebfläche noch 1.686 Hektar in kleinsten Rebgärten (Fläche < 500 m²) für den Hausgebrauch. Von den 91.421 Hektar waren 80.042 ausschließlich dem Weinbau gewidmet. Davon entfielen fast 73.000 Hektar auf die 22 anerkannten Weinbaugebiete. Der Rest entfällt auf für Qualitätsweine nicht zugelassene Hybridreben oder auf Flächen außerhalb der 22 Herkunftsbezeichnungen. Die Herkunftsbezeichnungen verteilen sich auf ganz Ungarn (siehe obenstehende Karte):
| Position | Name                         | Rebfläche (ha) | Fläche weiß | Fläche rot |
| -------- | ---------------------------- | -------------- | ----------- | ---------- |
| 1        | Sopron                       | 1800           | 317         | 1483       |
| 2        | Somló                        | 315            | 311         | 4          |
| 3        | Balaton-melléke              | 921            | 878         | 43         |
| 4        | Balaton-felvidék             | 1351           | 1318        | 33         |
| 5        | Badacsony                    | 1639           | 1559        | 80         |
| 6        | Balatonfüred-Csopak          | 2131           | 1900        | 231        |
| 7        | Balatonboglár                | 2663           | 2030        | 633        |
| 8        | Pannonhalma-Sokoróalja       | 679            | 653         | 26         |
| 9        | Mór                          | 868            | 843         | 25         |
| 10       | Etyek-Buda                   | 1868           | 1737        | 131        |
| 11       | Ászár-Neszmély               | 1601           | 1484        | 117        |
| 12       | Tolna                        | 2739           | 1579        | 1160       |
| 13       | Szekszárd                    | 2149           | 495         | 1654       |
| 14       | Mecsekalja (Pécs)            | 773            | 658         | 115        |
| 15       | Villány-Siklós               | 1801           | 651         | 1160       |
| 16       | Hajós-Baja                   | 1940           | 1141        | 799        |
| 17       | Kunság                       | 25935          | 20273       | 5662       |
| 18       | Csongrád                     | 2683           | 1681        | 1002       |
| 19       | Mátraalja                    | 6844           | 5869        | 975        |
| 20       | Eger                         | 5080           | 2197        | 2883       |
| 21       | Bükkalja                     | 1504           | 1072        | 432        |
| 22       | Tokaj-Hegyalja               | 5662           | 5659        | 3          |
| 23       | Hybridreben                  | 1972           | 1515        | 457        |
| 24       | Nicht klassifizierte Gebiete | 5124           | 3831        | 1293       |
|          | TOTAL                        | 80042          | 59651       | 20391      |

Quelle:

## Rebsorten
Einen kompletteren Überblick vermitteln die Listen der für den gewerblichen Anbau zugelassenen Sorten. Hierzu zählen auch die nur zwecks Versuchsanbau selektionierten Sorten.
| \| \| Zugelassene Weißweinsorten \| | \| \| Zugelassene Weißweinsorten \| | \| \| Zugelassene Weißweinsorten \| | \| \| Zugelassene Weißweinsorten \| |
| --- | --- | --- | --- |
| - Aletta - Aligoté - Arany sárféher - Bacchus - Bakator - Bánáti rizling - Bianca - Blauer Silvaner - Bouvier - Budai zöld - Chardonnay - Chasselas - Cirfandli - Csabagyöngye - Cserszegi fűszeres - Csillám - Csomorika - Ezerfürtű - Ezerjó - Furmint - Generosa - Gesztus - Göcseji zamatos - Gohér | - Hárslevelű - Heuréka - Irsay Oliver - Jubileum 75 - Juhfark - Karát - Kéknyelű - Kerner - Királyleányka - Kocsis Irma - Korai piros veltelíni - Korona - Kövérszőlő - Kövidinka féher - Kövidinka rose - Kunbarát - Kunleány - Lakhegyi mézes - Leányka - Líra - Magyar rizling - Mátrai muskotály - Mézes - Muscadelle | - Nektár - Nosztori rizling - Odysseus - Olaszrizling - Orpheus - Ottonel muskotály - Pátria - Perlette - Pinot blanc - Pintes - Piros chasselas - Piros veltelíni - Pölöskei muskotály - Pozsonyi fehér - rajnai rizling - Refrén - Rizlingszilváni - Rozália - Rózsakő - Sárga muskotály - Sauvignon Blanc - Semillon - Szürkebarát | - Táltos - Tarcal 10 - Taurus - Tramini - Vértes csillaga - Viktor - Viktória gyöngye - Villard Blanc - Viognier - Vulcanus - Zalagyöngye - Zefír - Zengő - Zenit - Zéta - Zeus - Zöld szagos - Zöld szilváni - Zöld veltelíni |
| | Zugelassene Weißweinsorten | | |

| \| \| Zugelassene Rotweinsorten \|                                                                                 | \| \| Zugelassene Rotweinsorten \|                                                   | \| \| Zugelassene Rotweinsorten \|                                                      | \| \| Zugelassene Rotweinsorten \|                                                         |
| --- | ------------------------------------------------------------------------------------ | --------------------------------------------------------------------------------------- | ------------------------------------------------------------------------------------------ |
| - Alibernet - Alicante Bouschet - Bíbor kadarka - Blauburger - Frühburgunder - Cabernet Franc - Cabernet Sauvignon | - Domina - Duna gyöngye - Gamay - Hamburgi muskotály - Kadarka - Kármin - Kékfrankos | - Kékmedoc - Kékoportó - Korai bíbor - Magyar frankos - Medina - Merlot - Mészi kadarka | - Nero - Pannon frankos - Pinot Noir - Piros szlanka - Rubintos - Syrah - Turán - Zweigelt |
| | Zugelassene Rotweinsorten                                                            |                                                                                         |                                                                                            |

## Geschichte
Älteste Kerne vom Weinrebengewächs Vitis sylvestris in Ungarn wurden bei Tiszapolgár gefunden und auf ein Alter von 5.300 Jahre geschätzt. Der bislang älteste Fund eines erhaltenen Kerns der Edlen Weinrebe Vitis vinifera stammt aus der Zeit von 1300 v. Chr. und wurde in Sopron gefunden

Einflussgebiet des antiken Griechenlands im 6. Jahrhundert v. Chr.

In der Geschichte des griechischen Weinbaus wird insbesondere der große Einfluss des antiken Griechenlands auf den Weinbau der Anrainerstaaten des Mittelmeers und darüber hinaus deutlich. Die Griechen entwickelten neue Methoden des Weinbaus und der Kellertechnik. Sie teilten ihr gesammeltes Wissen um den Wein mit den Völkern, mit denen sie in Kontakt standen. Über die Donau unterhielten die Griechen auch Handelsbeziehungen zu Völkern fernab der Küstenregionen des Schwarzen Meers. Eine der frühesten Erwähnungen der Siedlung Sopron stammt aus den Aufzeichnungen Geographia des Ptolemaios (* um 100; † um 175 n. Chr.) unter dem Namen Σχαρβαντἰα (transkr. Scharbantia) bzw. Σκαρβαντἰα (transkr. Skarbantia).
Als Teil der Provinz Pannonien kelterten die Römer auf dem heutigen Gebiet Ungarns Wein. Vermutlich um 500 n. Chr. verließen die magyarischen Stämme das Steppengebiet am südöstlichen Ural und zogen westwärts in das Gebiet des heutigen Baschkiriens. Auf dem weiteren Weg Richtung Karpaten machten die Magyaren etwa 800 n. Chr. Halt in Levedien. Levedien (ungar.: Levédia), das wahrscheinlich nach Levedi, einem Stammesfürsten Ungarns benannt wurde, lag etwa zwischen Don und Asowschem Meer. In unmittelbarer Nähe ihres neuen Siedlungsgebietes befand sich zu dieser Zeit das Khanat der Chasaren, ein Verband aus turkischen und mongolischen Stämmen, die von einem Khan regiert wurden und dessen Territorium die Steppe nördlich des Kaukasus umfasste. Auch die Magyaren unterwarfen sich diesem Khan und gaben teilweise ihr Nomadentum auf. Dies lässt sich heute in erster Linie durch das Herangehen aus sprachwissenschaftlicher Sicht nachvollziehen. So gibt es in der ungarischen Sprache etwa 200 Lehnwörter aus den Bereichen Ackerbau, Wein- und Gartenbau(z. B.: gyümölcs, „Obst“; szőlő, „Weintraube“), Viehzucht und Handwerk, die zu dieser Zeit in die Sprache eingeflossen sind und auf das langsame Sesshaftwerden der Magyaren hinweisen. Sie ließen sich ab 895/896 im heutigen Ungarn nieder.

Wörter für Wein in Europäischen Sprachen

Im Jahr 1000 wurde das Königreich Ungarn errichtet. Mit der Herrschaft Stephans I. begann die Christianisierung des Landes. Der Bedarf der Kirche an Messwein belebte den existierenden Weinbau. In der Schlacht bei Muhi im Jahr 1241 verwüsteten die Mongolen unter Batu Khan das Land, so dass König Béla IV. (1235–1270) viele deutsche, wallonische und italienische Einwanderer ins entvölkerte Land holte. Gegen Ende des Mittelalters blühte Ungarn unter den Königen wie dem Luxemburger Sigismund (König seit 1387) oder dem vom Kleinadel gewählten Matthias Corvinus (1458–1490) auf. Die Einwanderer gaben dem lokalen Weinbau durch ihre Kenntnisse aus anderen Weinbaugebieten neue Impulse.
Mit dem Tod Ludwigs II. in der Schlacht bei Mohács (1526) wurde ein großer Teil Ungarns von den Osmanen erobert.